# När jag om morgonen uppstår
När jag om morgonen uppstår är en gammal morgonpsalm och aftonpsalm i fem verser av Haquin Ausius som först tillskrevs honom som upphovsman men sedan 1937 års psalmbok angavs ha okänt tyskt ursprung från 1582 som Ausius översatte 1641. Jesper Swedberg bearbetade översättningen 1694 och drygt hundra år senare bearbetade även Johan Olof Wallin texten, 1816. 
Texten i 1695 års psalmbok inleds med orden:
När jagh om morgon tijdt upstår,
om afton ock til hwilo går,
min ögon, HErre, til tigh see,
tu wärdes migh tin nådh betee.
Det tyska originalet, här ur Das Privilegirte Ordentliche und Vermehrte Dreßdnische Gesang-Buch (1728) nr 354, inleds med orden:
Des Morgens, wenn ich früh aufsteh,
und des Abends zu Bette geh,
sehn meine Augen, HErr, auf dich,
HErr JEsu Christ, dir b'fehl ich mich.
(med många varianter såsom: und abend, wenn zu Bett ich geh och und abends, wenn ich schlafen geh)
Enligt 1697 års koralbok används samma melodi till psalmen Säll är then man som frucktar Gudh (nr 89), Tu ting / o Gudh! bedz jagh af tigh (nr 298), O HErre Gudh som all ting skop (nr 348).
|  |
|  |

## Publicerad som
- Nr 347 i 1695 års psalmbok under rubriken "Morgon- eller Afton-psalm".
- Nr 417 i 1819 års psalmbok under rubriken "Med avseende på särskilda personer, tider och omständigheter: Morgon och afton: Morgonpsalmer".
- Nr 456 i 1937 års psalmbok under rubriken "Morgon och afton".